# Opactwo benedyktynów w Tihany
Opactwo benedyktynów w Tihany (węg. Tihanyi bencés apátság) – barokowy klasztor rzymskokatolicki o średniowiecznym rodowodzie znajdujący się w węgierskiej wsi Tihany, leżącej na półwyspie nad jeziorem Balaton.

## Historia
Opactwo zostało założone w 1055 roku przez króla Andrzeja I na cześć Maryi Dziewicy i św. Aniana z Orleanu. Akt erygowania placówki spisano po łacinie z użyciem słów węgierskich, co czyni je najstarszymi zachowanymi zapiskami w tym języku. W 1060 złożono tu szczątki Andrzeja I.
Po V wojnie austriacko-tureckiej w 1702 roku placówkę przyporządkowano klasztorowi w Altenburgu, a w 1716 wykupiło ją opactwo Pannonhalma. W latach 20. rozpoczęto odbudowę kompleksu. W 1754 konsekrowano częściowo ukończony kościół. W 1763 klasztor został zniszczony przez pożar, który nie przerwał prac budowlanych. Ostateczna konsekracja miała miejsce w latach 70. XVIII wieku.
W 1786 placówka została zsekularyzowana przez cesarza Józefa II Habsburga, pozostał tylko jeden mnich, który opiekował się parafią. Zakonnicy wrócili do klasztoru w 1802 roku. Będącą w złym stanie technicznym świątynię przebudowano w latach 1889–1890 wg projektu prof. Győző Cziglera. W 1950 mnisi ponownie opuścili kompleks, w budynkach urządzono przytułek dla ubogich, a następnie muzeum. Benedyktyni uzyskali zgodę na powrót do klasztoru w 1990 roku i oficjalnie przejęli placówkę roku 1994. W latach 1992–1996 wyremontowano kościół, a w 1996 rozpoczęto renowację pozostałych zabudowań klasztornych. Od 2012 roku jest samodzielnym klasztorem należącym do kongregacji węgierskiej zakonu.

## Architektura i wyposażenie
Główną częścią kompleksu jest kościół klasztorny. Ma 46 m długości i 16 m szerokości, a dwie wieże mają wysokość 34,5 m. Jest jednonawowy, korpus nawowy ma długość czterech przęseł, a prezbiterium – dwóch przeseł. Posadzka prezbiterium jest podwyższona, gdyż pod nią ulokowano kryptę królewską. Na zdobionym motywami roślinnymi portalu głównym umieszczono inskrypcję z monogramem złożonym z inicjałów opata Ágostona Lécsa z datą 1754. W tym samym roku wykonano rzeźby dekorujące fasadę.
Pierwotny ołtarz główny ukończono 8 sierpnia 1757, w 1822 zastąpiono go ołtarzem autorstwa Jánosa Nováka z Sopronu. Zdobi go obraz patrona świątyni, św. Aniana, oraz posągi śś. Benedykta i Scholastyki oraz królów: Stefana i Władysława. W dolną część ołtarza wmontowano obraz z przedstawieniem samego kościoła i jego otoczenia. Nad gzymsem ołtarza znajduje figura Najświętszej Maryi Panny w otoczeniu aniołów. Balaski ołtarzowe wykonano w 1773 roku. Ołtarz boczny, poświęcony Matce Bożej z Mariazell, ukończono w roku 1762. Pierwotna figura Maryi zaginęła, obecna jest jej kopią z 1889 roku. Ołtarz Najświętszego Serca Jezusowego powstał w latach 1770–1771, zdobią go figury Jezusa Chrystusa, Matki Bożej z mieczem w sercu, pelikana karmiącego młode (alegorię Jezusa Chrystusa) oraz świętych: Piotra, Pawła, Augustyna i Barbary. Całość wieńczy przedstawienie Ducha Świętego otoczonego siedmioma promieniami symbolizującymi siedem jego darów. Rzeźby ołtarza wykonał József Hubert. Wnętrze zdobią również ołtarze: śś. Benedykta i Scholastyki z 1759 i Matki Bożej z Lourdes z ok. 1900 roku. Ambonę dekorują figury czterech ewangelistów i alegoryczne przedstawienia Wiary, Nadziei i Miłości. Na drzwiach łączących kazalnicę z korytarzem klasztornym wykonano płaskorzeźbę św. Pawła. Chrzcielnica powstała w roku 1896, do jej budowy użyto detali z wcześniejszych chrzcielnic. Pierwotne, 12-głosowe organy wybudowano w roku 1765, obecne są ich rekonstrukcją z 1993 roku. Freski na sklepieniach wykonano w 1889 roku. Od północy do prezbiterium dobudowana jest zakrystia, jej sklepienie dekoruje malowidło z 1786 roku.
W barokowym skrzydle klasztornym ulokowano surowe cele dla mnichów. W parterze skrzydła południowego urządzono refektarz, a na piętrze – bibliotekę. Sklepienie refektarza zdobią wizerunki benedyktyńskich świętych i węgierskich władców z dynastii Arpadów. Meble biblioteki sprzedano po 1786 roku, a księgi przechowywano tu kasaty w roku 1950.

## Galeria

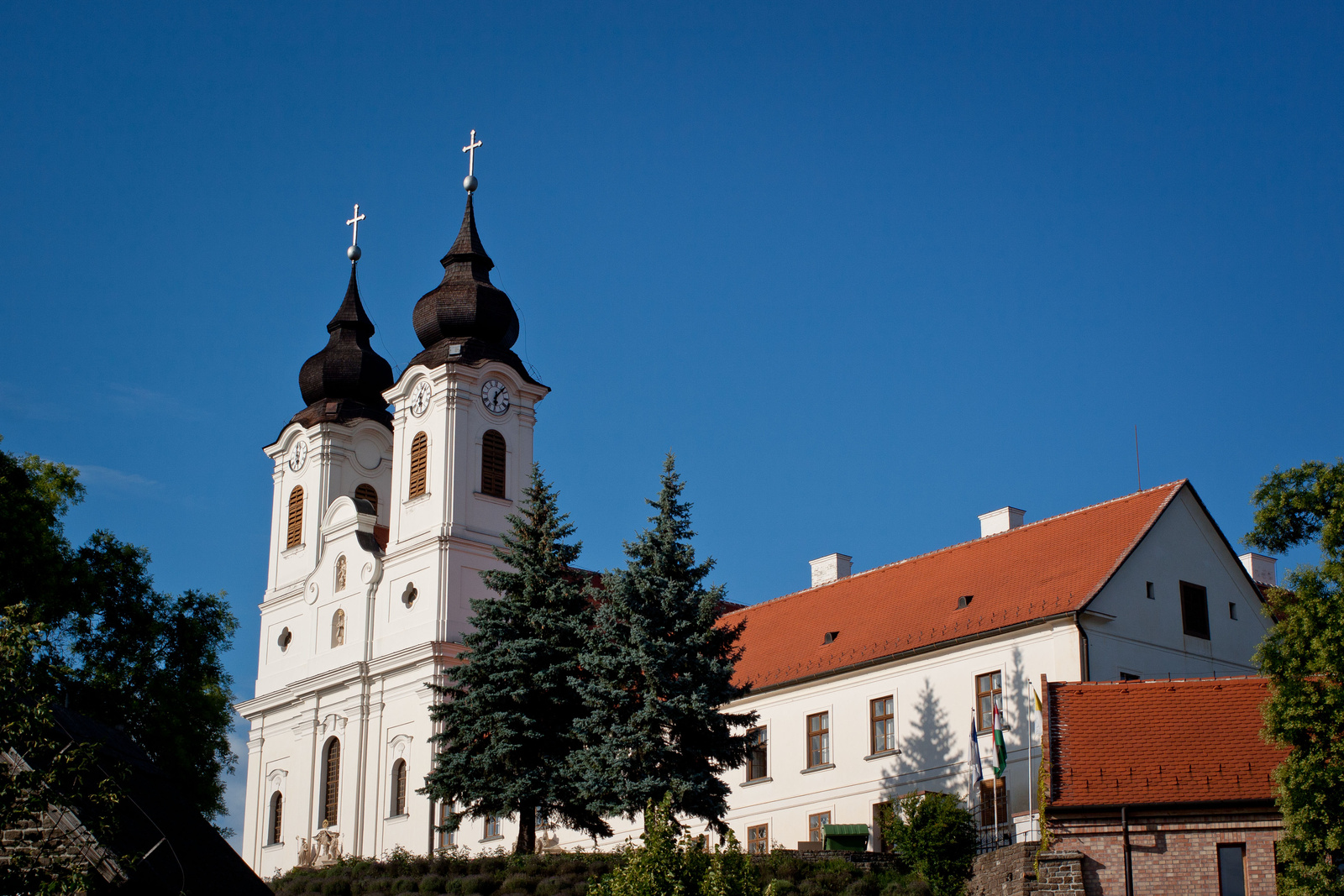
Widok z południowego zachodu
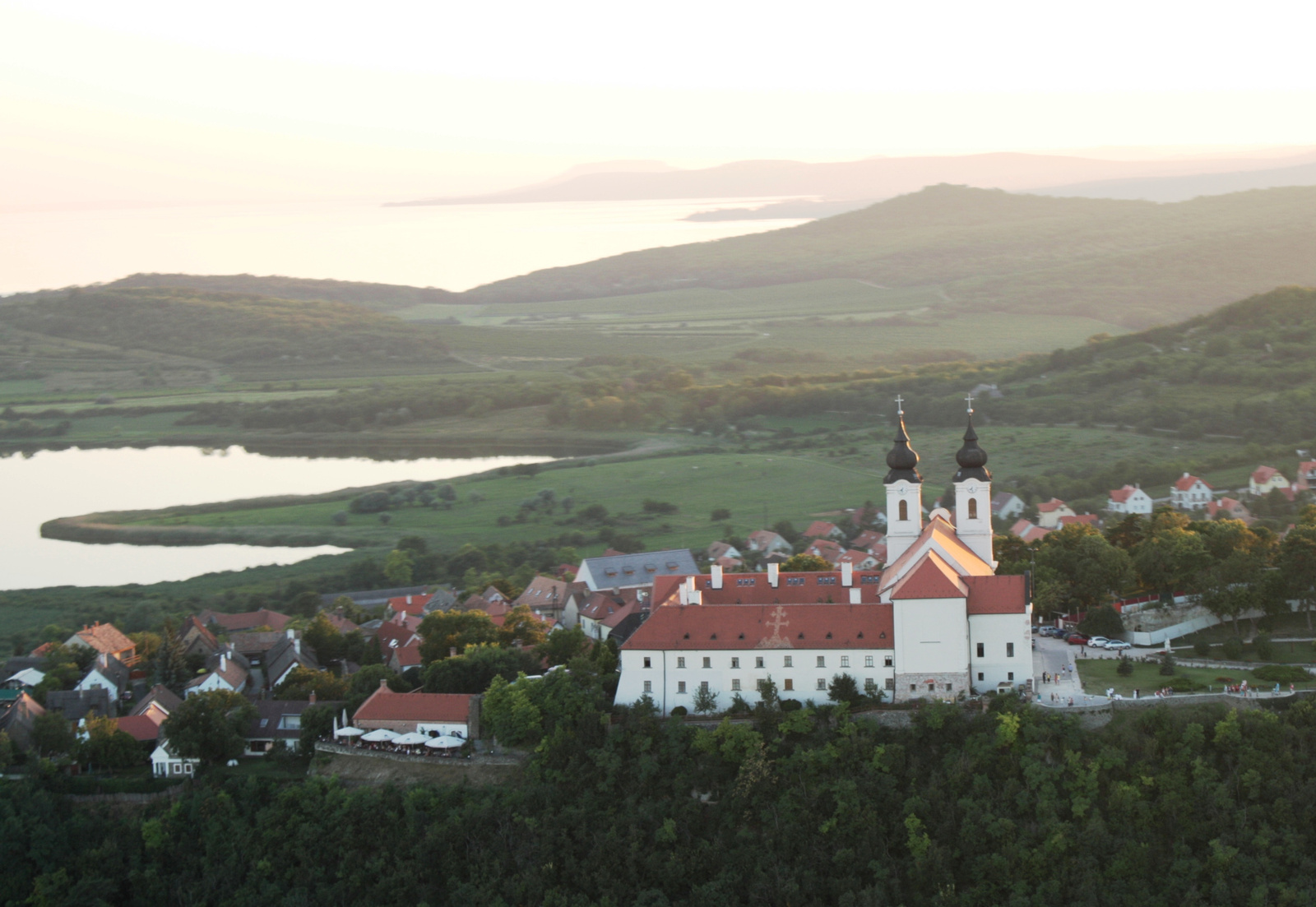
Widok ze wschodu
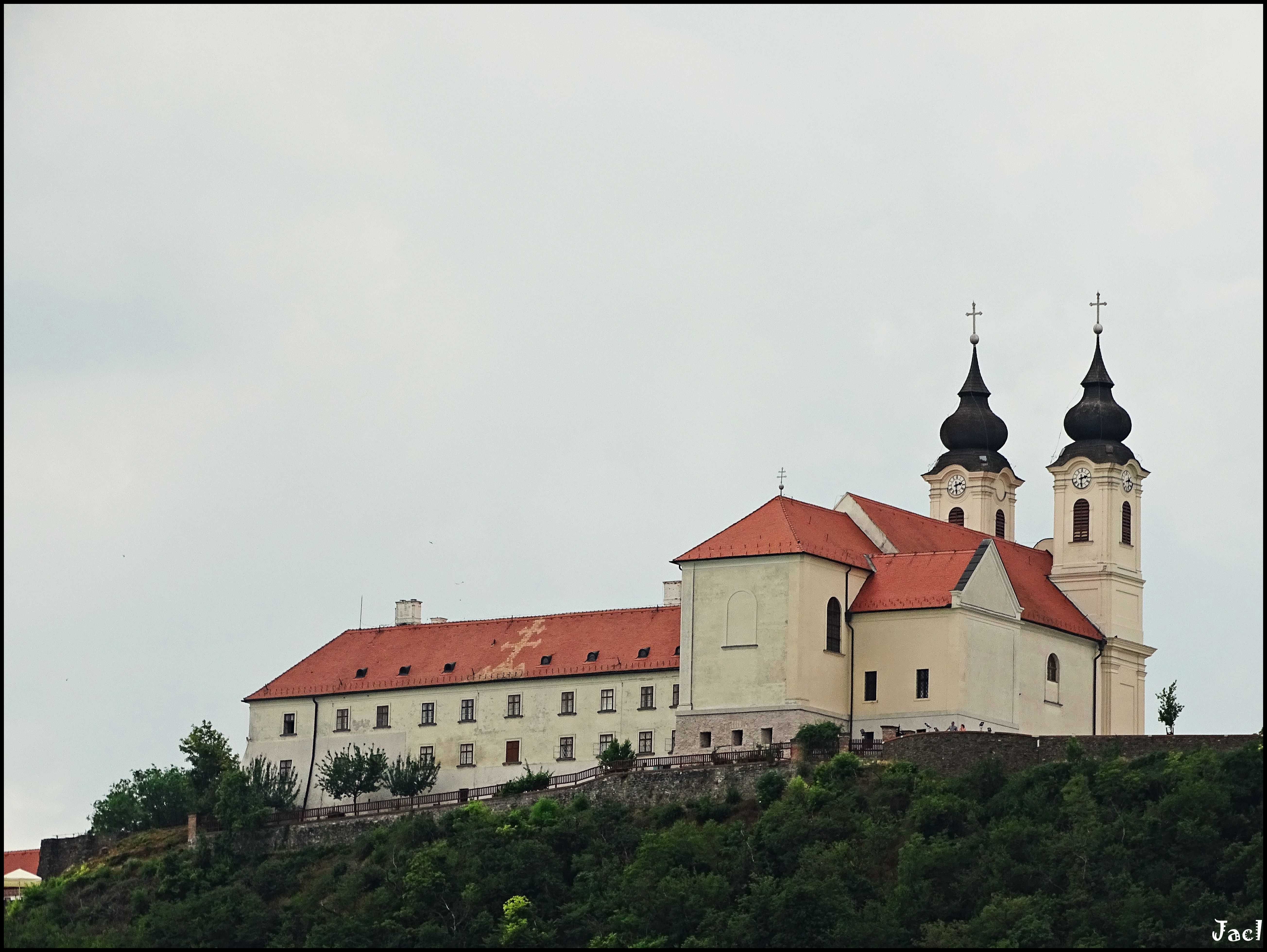
Widok z północnego wschodu
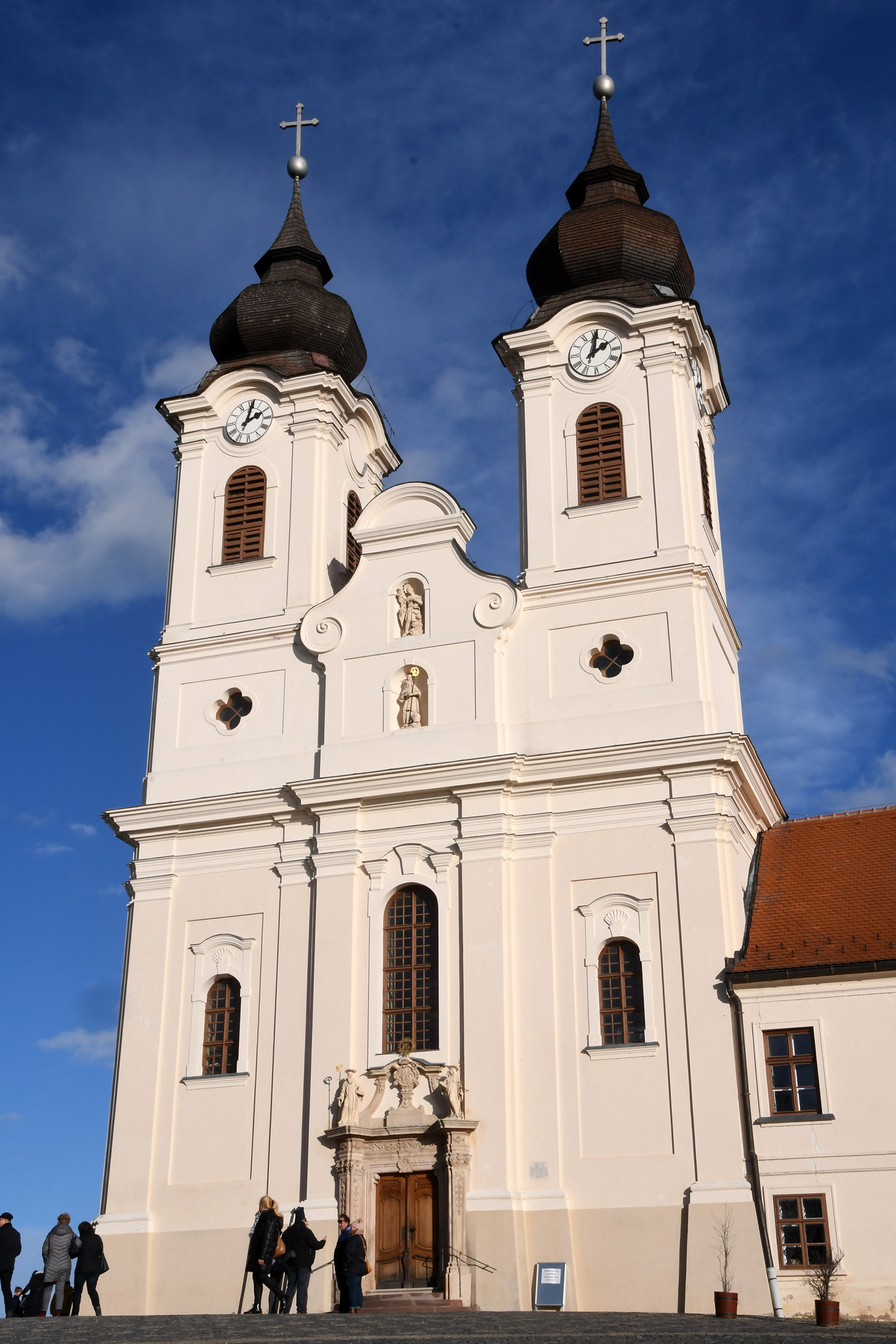
Fasada kościoła
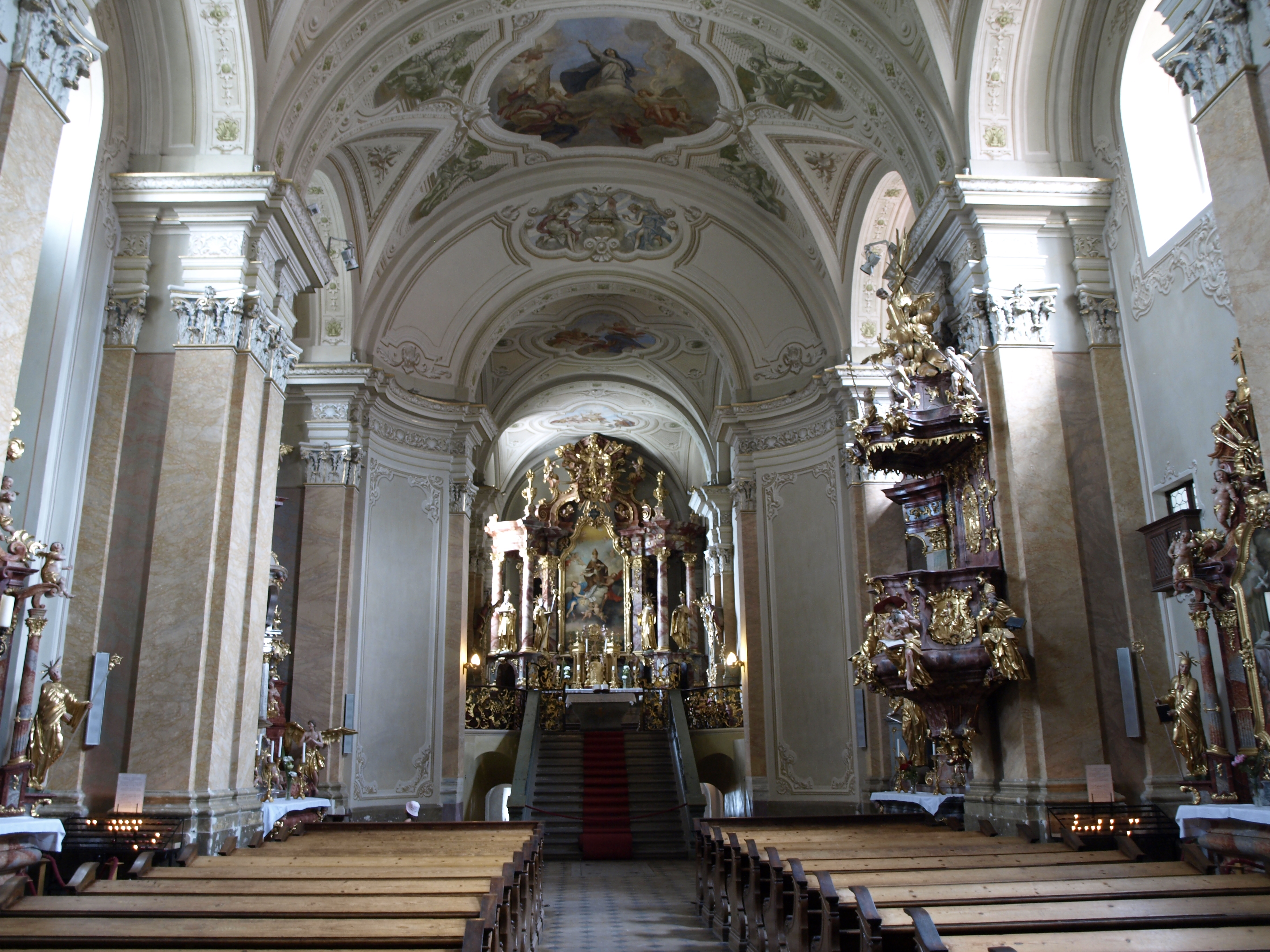
Wnętrze kościoła
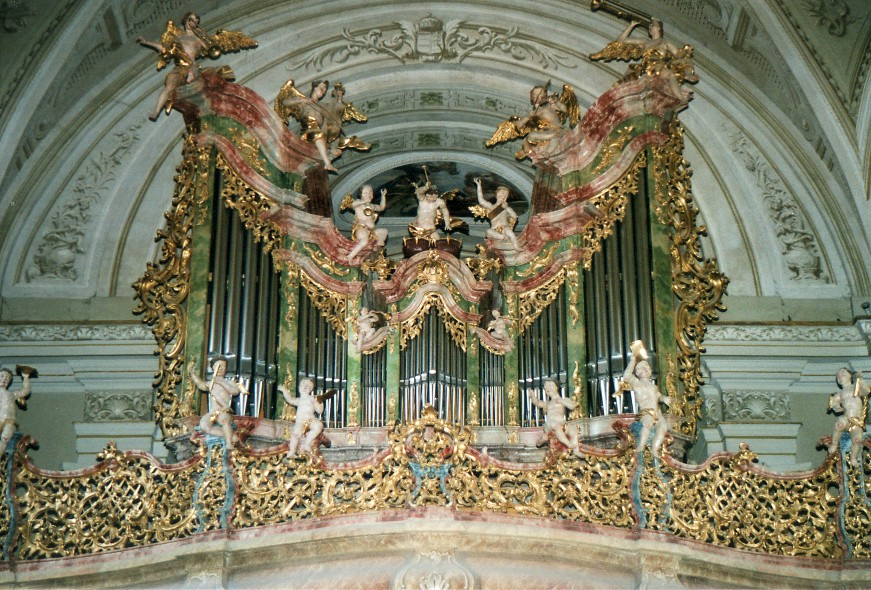
Organy
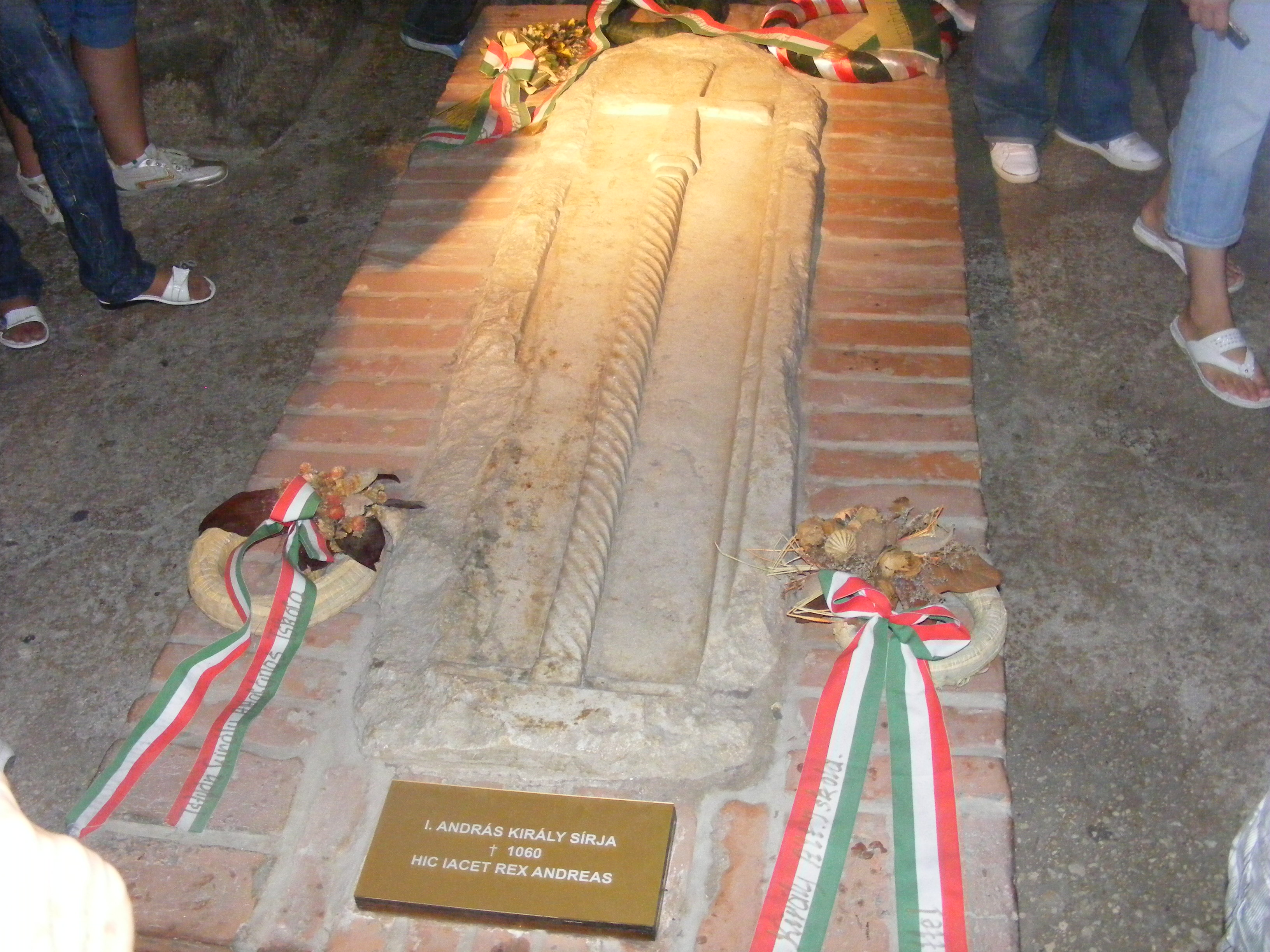
Nagrobek Andrzeja I